# 邱承宗
邱承宗（？—），中華民國繪本作家，曾任廣告公司設計、雜誌社美術編輯、光復書局《兒童日報》美術主任、出版部經理、光復書局開發部經理、紅蕃茄文化事業有限公司總編輯。

## 學歷
- 日本東京攝影專門學校商業攝影科

## 經歷
- 2014年擔任蘭陽繪本創作營講師。
- 2016年擔任毛毛蟲兒童哲學基金會講師。

## 作品
- 《光腳ㄚ的爸爸》／絕版
- 《昆蟲家族》／絕版
- 《獨角仙》／絕版
- 《啊！蜻蜓》／絕版
- 《大洞洞小洞洞》／小魯文化
- 《我們的森林》／小魯文化
- 《我們去釣魚》／小魯文化
- 《你睡著了嗎？》／小魯文化
- 《池上池下》／小魯文化
- 《地面地下》／小魯文化

## 翻譯作品
- 《和雨蛙爸爸一起昆蟲採集》／小魯文化
- 《宇宙是這樣子的啊！》／小魯文化
- 《天氣是這樣子的啊！》／小魯文化
- 《逆轉勝！森林棒球隊》／小魯文化
- 《失去生物的島嶼》／步步出版社
- 《昆蟲量體重》／親子天下
- 《神奇植物吹泡泡》／親子天下

## 得獎記錄
- 1988／油畫「風」榮獲太陽展入選
- 1994／著作「光腳ㄚ的爸爸」榮獲台北市第九屆優良圖書獎
- 1996／著作「昆蟲家族」榮獲中華兒童文學美術獎
- 1999／著作「獨角仙」榮獲[開卷]年度兒童十大好書獎
- 2000／入選義大利波隆納插畫展（台灣首度入選non-fiction畫家）
- 2006／入選義大利波隆納插畫展（台灣二度入選non-fiction畫家）
- 2008／著作「池上池下」榮獲行政院新聞局金鼎獎兒童及少年科學類
- 2008／著作「池上池下」榮獲年度最佳少年兒童圖書創作類獎
- 2009／著作「池上池下」榮獲第一屆豐子愷兒童圖畫書獎佳作
- 2011／插畫「大洞洞小洞洞」榮獲行政院新聞局金鼎獎兒童及少年圖書獎圖畫書類
- 2011／著作「我們的森林」榮獲年度最佳少年兒童圖書創作類獎
- 2011／著作「啊！蜻蜓」榮獲年度最佳少年兒童知識創作類獎
- 2012／著作「啊！蜻蜓」榮獲新聞局最佳兒童及少年科學類圖書金鼎獎
- 2012／著作「啊！蜻蜓」入圍吳大猷科普著作獎青少年科普讀物類
- 2013／最佳年度優秀繪圖者獎
- 2013／著作「我們的森林」榮獲第一屆綠芽獎佳作
- 2013／著作「啊！蜻蜓」榮獲第一屆綠芽獎佳作
- 2013／著作「我們去釣魚」榮獲年度最佳少年兒童圖書讀物獎
- 2014／榮獲第11屆講義雜誌年度最佳繪圖者獎
- 2014／著作「我們去釣魚」榮獲開卷年度兒童十大好書獎。
- 2014／著作「我們去釣魚」榮獲年度最佳少年兒童圖書讀物獎
- 2014／著作「你睡著了嗎？」榮獲年度最佳少年兒童圖書讀物獎
- 2014／著作「啊！蜻蜓」榮獲第三屆中國優秀科普圖書金獎
- 2015／著作「我們去釣魚」第三屆少年中國少兒文化作品評選／繪本類金獎
- 2015／著作「我們去釣魚」榮獲中國商報、騰訊年度原創華文好書‧十大童書榜首
- 2015／著作「我們去釣魚」入選中國童書榜年度原創童書獎
- 2017／著作「地面地下」榮獲年度最佳少年兒童圖書讀物獎
- 2017／著作「地面地下」榮獲最佳兒童及少年科學類圖書金鼎獎
- 2017／著作「地面地下」榮獲中國深圳華潤怡寶杯銅牌獎
- 2017／著作「地面地下」入選德國白烏鴉獎
- 2019／翻譯《昆蟲量體重》榮獲Openbook年度最佳童書獎
- 2020／著作「翠鳥」榮獲年度最佳少年兒童圖書讀物獎
- 2020／著作「翠鳥」榮獲Openbook年度最佳童書獎
- 2020／著作「翠鳥」榮獲台北國際書展童書大獎首獎
- 2022／著作「夜間觀察」榮獲年度最佳少年兒童圖書讀物獎
- 2023／著作「夜間觀察」榮獲台北國際書展童書大獎首獎
- 2023／著作「夜間觀察」榮獲最佳兒童及少年圖書金鼎插畫獎

## 展覽
- 1986／日本東京「寫心‧寫真」攝影聯展
- 1986／榮獲美國國際當代插畫展入選
- 1996／德國慕尼黑國立動物學收藏館聯展
- 1998／德國慕尼黑紐倫堡動物園教育館個展
- 1998／德國慕尼黑市立植物園個展
- 1999／臺北福華大飯店「花鳥蟲魚」生態繪畫聯展
- 2013／德國漢堡生物學博物館個展
- 2016／毛毛蟲兒童哲學基金會個展
- 2016／國立台東大學個展
- 2017年3月3日～23日／11位台灣當代繪本創作者舉辦「停聽看他們做繪本」展覽。
- 2020／親子天下Club個展

## 相關
- 國立臺東大學碩士生蔡亦琦撰寫《邱承宗及其生態繪本之研究》為其碩士畢業論文[2]